# Farouk Miya
Farouk Miya né le 26 novembre 1997 à Bulo, est un footballeur international ougandais. Il joue au poste de milieu de terrain au Çaykur Rizespor. Il est décrit comme « Muyizi Tasubwa », en Luganda, ce proverbe signifiant « Un chasseur qui ne peut pas manquer ».

## Biographie

### En club

#### Révélation
La révélation de Farouk Miya en tant que footballeur s'est faite en deux temps. Il pratique d'abord divers sports dont le football à l'école de St. Mary's à Kitende où il se fait repérer par le coach de l'école, Edward Golola. Ce dernier décide alors de le mettre à l'essai au Vipers SC mais c'est sa participation au programme de détection africain Airtel Rising Stars qui le révèle vraiment comme il le raconte à Kawowo Sport en 2015 : « Je jouais pour la région du Buganda au milieu de terrain. À l'époque, je ne me suis pas démarqué comme un joueur technique, mais surtout comme un joueur discipliné. ».

#### Arrivée en Europe
Formé au Vipers Sports Club, il est prêté à tout juste 18 ans en janvier 2016 au Standard de Liège avec une option d'achat de 367 000 euros. Il étrenne pour la première fois ses nouvelles couleurs lors d'un déplacement au KV Malines (défaite 4-0). Cette défaite reverse le Standard dans le groupe des Plays-Offs 2. Il fait partie du groupe victorieux contre le Club Bruges (1-2) en finale de Coupe de Belgique mais reste sur le banc. Farouk Miya est titularisé pour la première fois lors de la quatrième journée des Plays-Offs 2 à domicile contre Mouscron (victoire 4-1), où il inscrit également son premier but sous ses nouvelles couleurs. Il sera titularisé deux nouvelles fois pour un total de quatre apparitions sur la deuxième partie de saison. 
Alors qu'il n'a pris part qu'à 28 minutes de jeu lors de la première partie du championnat 2016-2017, il est prêté sans option d'achat au Royal Excel Mouscron le 31 janvier 2017. Son temps de jeu n'y évoluera pas beaucoup, n'y connaissant qu'une seule titularisation pour un total de 81 minutes disputées en 3 apparitions. 
Après une nouvelle première partie de saison blanche où il rentre une seule fois en cours de jeu le 3 novembre 2017 en remplaçant Uche Henry Agbo à la 90e, il est prêté mi-février 2018 en Azerbaïdjan au Sabail FK, sixième du championnat au moment du transfert. Il y accumule enfin du temps de jeu, apparaissant à 13 reprises en championnat dont 11 titularisations. 
Le 13 juillet 2018, il quitte la Belgique pour la Croatie et le HNK Gorica, promu en première division, où il paraphe un contrat de deux ans. Auteur d'une CAN remarquée, il s'engage en faveur de Konyaspor jusqu'en 2022 le 20 août 2019, le montant du transfert avoisinant le million d'euros. 

### En sélection nationale
Farouk Miya est appelé avec l'équipe d'Ouganda U23 pour les Jeux africains 2015. Au premier tour contre le Mozambique U23, il manque plusieurs occasions de marquer, et le score se termine sur un 0-0. Le tir au but de Miya est arrêté par le gardien de but mozambicain Cesar Machava, et son équipe s'incline finalement 1-4 lors de la séance de tirs au but. Il joue en faveur de l'équipe U23 une nouvelle fois lors de la coupe d'Afrique des nations U-23 2015. Au second tour contre le Rwanda U23, Miya inscrit un but lors de chaque manche, son équipe obtenant son billet pour le troisième tour, contre l'Égypte U23. Bien qu'il trouve le chemin des filets encore une fois, l'Ouganda U23 est évincé du tournoi avec une défaite 1-6 sur l'ensemble des deux matchs.
Ses buts amènent l'équipe "des Cranes" (les Grues) à se qualifier pour le championnat d'Afrique des nations. Le manager Milutin Sredojevic est assez confiant pour l'inclure au sein de l'équipe nationale. Il prouve sa valeur en marquant des points lors des qualifications de la CHAN, et garantit ainsi sa place au sein de l'équipe senior. 
Il apporte du plaisir aux ougandais en inscrivant trois buts en deux matchs contre le Togo lors des qualifications de la Coupe du monde 2018. Lors de la Coupe CECAFA 2015, il marque un doublé dans le deuxième match du groupe B contre Zanzibar, et inscrit un superbe but après seulement cinq minutes de jeu contre le Malawi, portant ainsi l'Ouganda vers les demi-finales. Capitaine de l'équipe, il inscrit le tir au but décisif contre l'Éthiopie, assurant à l'Ouganda une finale contre le Rwanda que les ougandais remportent 1-0.

## Palmarès
- Vainqueur de la Coupe CECAFA des nations 2015 avec l'équipe d'Ouganda
- Champion d'Ouganda en 2015 avec le Vipers Sports Club
- Vainqueur de la Coupe de Belgique en 2016 avec le Standard de Liège